# Passiflora gleasonii
Passiflora gleasonii är en passionsblomsväxtart som beskrevs av Ellsworth Paine Killip. Passiflora gleasonii ingår i släktet passionsblommor, och familjen passionsblomsväxter. Inga underarter finns listade i Catalogue of Life.